# Туя (XVIII династия)
Туя, также Туйя (егип. Ṯwjw, ум. ок. 1375 год до н. э.) — древнеегипетская знатная женщина XVIII Династии, мать царицы Тии, тёща фараона Аменхотепа III, супруга Юи (Йуйи). Она приходится бабушкой фараону Эхнатону, прабабушкой царицы Анхесенамон.

## Биография

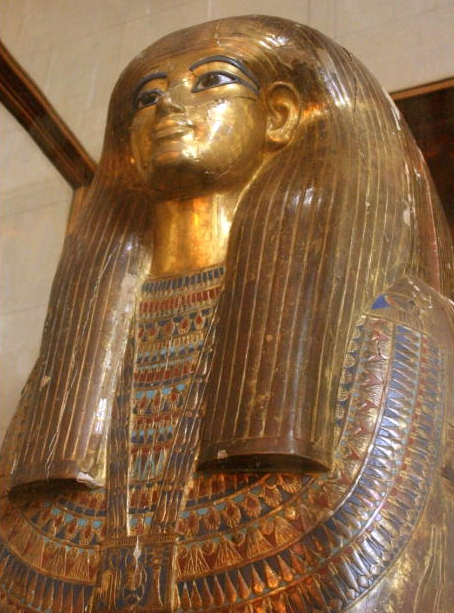
Третий позолоченный саркофаг Туйи. Каирский музей

Туя по рождению не состояла в близком родстве с царской семьёй, хотя среди её предков иногда называют царицу Яхмос-Нефертари. Её супругом стал жрец бога Мина и военный колесничий Юя (Йуйя). Среди их детей называется не только царица Тия, но также «Второй жрец Амона», «Наместник в Нижнем Египте», «sm-жрец Гелиополя» Анен и, вероятно, Эйе. Последний имел большую власть в правление Эхнатона и Тутанхамона, став правителем Хеперхепруре Эйе после их смерти. Немного свидетельств о родстве Эйе с Юей, но оба происходили из Ахмима.
Скончалась Туя приблизительно в 1375 году до н. э., прожив чуть больше 50 лет.

## Титулы
Туя была вовлечена во многие религиозные культы и носила титулы «Певица Хатхор», «Певица Амона», «Управляющая артистами» Амона и Мина, «Управляющая гаремом» Мина в Ахмиме и Амона в Фивах. Наивысший титул звучал «Мать главной супруги фараона».

## Гробница
Гробницу Йуйи и Туи (KV46) в Долине Царей обнаружил в 1905 году английский египтолог Джеймс Квибелл. Их гробница считалась наилучшим образом сохранившейся до открытия гробницы Тутанхамона. Место упокоения царских родственников подчёркивает их высокий социальный статус, поскольку их усыпальница располагается в месте погребения исключительно фараонов. Среди найденных предметов были позолоченные саркофаги, погребальные маски, мебель, два экземпляра Книги мёртвых. Все найденные артефакты сегодня представлены в экспозиции египетского музея в Каире.

## Палеогенетика
По материнской линии митохондриальная гаплогруппа K передалась от Туи к Тие, к исторически неизвестной матери (младшей леди КВ35), к Тутанхамону.